# Thaisa Storchi Bergmann
Thaisa Storchi Bergmann (Caxias do Sul, 19 de dezembro de 1955) é uma astrofísica brasileira, que investiga buracos negros supermassivos no centro das galáxias. 
Professora do Departamento de Astronomia do Instituto de Física da Universidade Federal do Rio Grande do Sul (UFRGS), é pesquisadora 1A do CNPq, membro da Academia Brasileira de Ciências desde 2009,  presidente da Comissão X1 da União Astronômica Internacional. Presta assessoria científica ao Laboratório Nacional de Astrofísica e agências internacionais e brasileiras de fomento à pesquisa científica como FAPESP, CAPES, CNPq, bem como a diversas publicações científicas internacionais na área de astrofísica. Tem sido membro de comitês de alocação de tempo em telescópios óticos como os do Observatório Gemini, European Southern Observatory, Space Telescope Science Institute e Atacama Large Millimeter Array.

## Formação

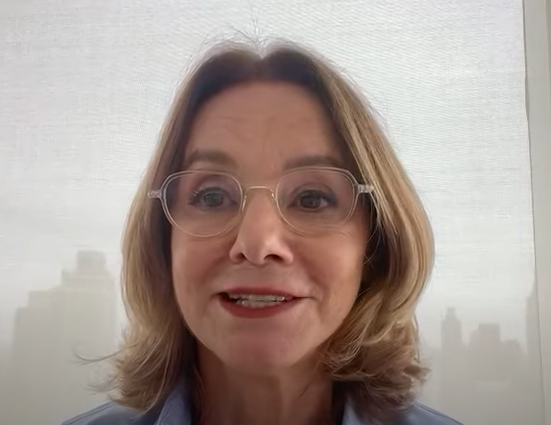
A astrofísica Thaisa Storchi Bergmann, membro da Academia Brasileira de Ciências (ABC), comenta sobre a divulgação das primeiras imagens de buraco negro da Via Láctea.

Graduou-se em física (bacharelado) pela UFRGS (1977). Obteve seu Mestrado em física pela Pontifícia Universidade Católica do Rio de Janeiro (1980) e Doutorado em física pela Universidade Federal do Rio Grande do Sul (1987), onde foi orientada pela astrônoma Miriani Griselda Pastoriza. Realizou pesquisas em nível de pós-doutorado na Universidade de Maryland (1991), no Space Telescope Science Institute (1994), e professora visitante no Rochester Institute of Technology, Rochester, NY e no Harvard/Smithsonian Center for Astrophysics (2014).

## Pesquisa científica
A pesquisadora tem feito diversas contribuições ao campo da astronomia extragalática, particularmente no estudo da atividade nuclear em galáxias, investigando a interação entre os Buracos Negros Supermassivos centrais com suas galáxias hospedeiras. Storchi-Bergmann tem estudado o fenômeno da atividade nuclear em diversas escalas espaciais:
- de 100 a 1000 raios de Schwarzschild, região que corresponde ao disco de acreção em torno do buraco negro central supermassivo;[2] este trabalho tem sido feito através do monitoramento das regiões centrais de galáxias ativas;
- de dezenas a centenas de parsecs, onde tem investigado os processos de alimentação dos buracos negros supermassivos; recentemente (2019) publicou um review para a revista Nature Astronomy sobre a alimentação de buracos negros supermassivos.
- de centenas a vários kiloparsecs, onde tem investigado os processos de feedback da atividade nuclear associada aos Buracos Negros Supermassivos centrais.

## Destaques
Em 2004, foi incluída pela Revista Veja no grupo de doze pesquisadores brasileiros mais citados em publicações internacionais (1 674 citações na época e mais de 8 000 atualmente segundo o banco de dados Astrophysics Data System). No mesmo ano, a pesquisadora presidiu a organização do 222º Simpósio da União Astronómica Internacional, um dos principais congressos mundiais sobre galáxias ativas, realizado na cidade de Gramado.
Em 2006, foi indicada ao prêmio da revista Cláudia (Abril Cultural) na área de ciências, em 2006. Em junho de 2007, foi incluída no livro Mulheres do Brasil, editado pela Dow Química, e, em junho de 2009, no livro Vidas a Descobrir - Mulheres Cientistas do Mundo Lusófono da Associação Viver a Ciência, de Portugal.
Em 2015, ganhou o Prêmios L'Oréal-UNESCO para mulheres em ciência pela contribuição para a ciência como um todo e, particularmente, sua contribuição para a compreensão de como buracos negros interagem com suas galáxias hospedeiras e como isto afeta a evolução das galáxias.